# Ієн Старк
Ієн Старк  (англ. Ian Stark, 22 лютого 1954) — британський вершник, олімпійський медаліст.

## Виступи на Олімпіадах
| Олімпіада         | Дисципліна           | Місце  |
| ----------------- | -------------------- | ------ |
| Лос-Анджелес 1984 | триборство, особисті | 9      |
| Лос-Анджелес 1984 | триборство, командні | 2      |
| Сеул 1988         | триборство, особисті | 2      |
| Сеул 1988         | триборство, командні | 2      |
| Барселона 1992    | триборство, особисті | участь |
| Барселона 1992    | триборство, командні | 6      |
| Атланта 1996      | триборство, командні | 5      |
| Сідней 2000       | триборство, особисті | 10     |
| Сідней 2000       | триборство, командні | 2      |